# GM대우 스테이츠맨
GM대우 스테이츠맨(GM Daewoo Statesman)는 대한민국의 자동차 메이커인 GM대우가 판매하던 후륜구동 방식의 고급 대형차로, 2005년 5월에 출시되었다. 출시 전 SBS 드라마 파리의 연인에서 박신양이 몰고 다녔던 승용차로 처음 선보이기도 하였다.

## 1세대

### 스테이츠맨(2005년5월~2006년7월)

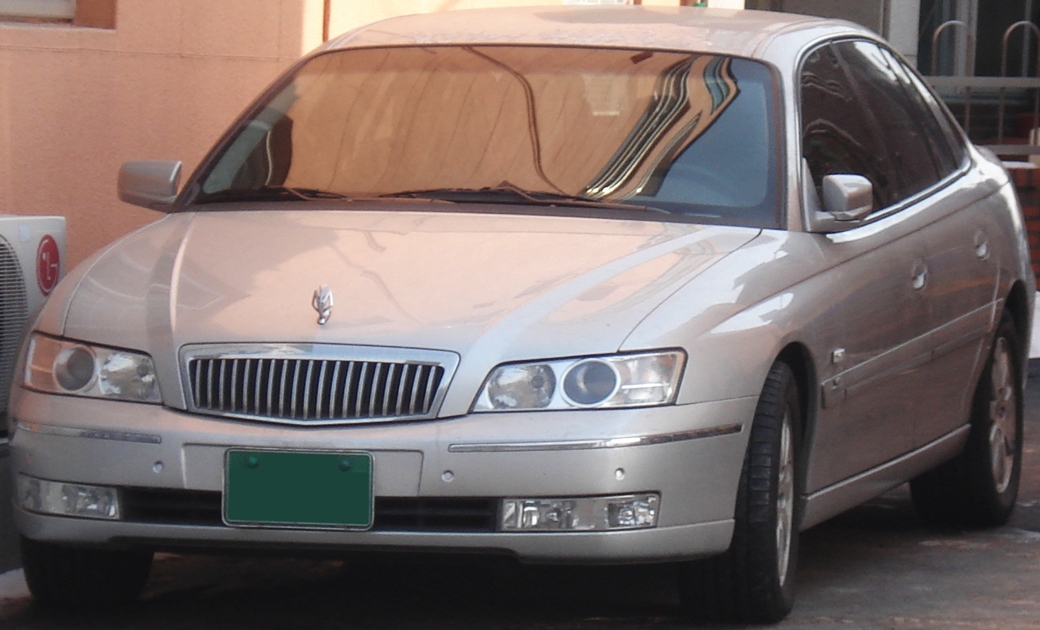
GM대우 스테이츠맨 정측면

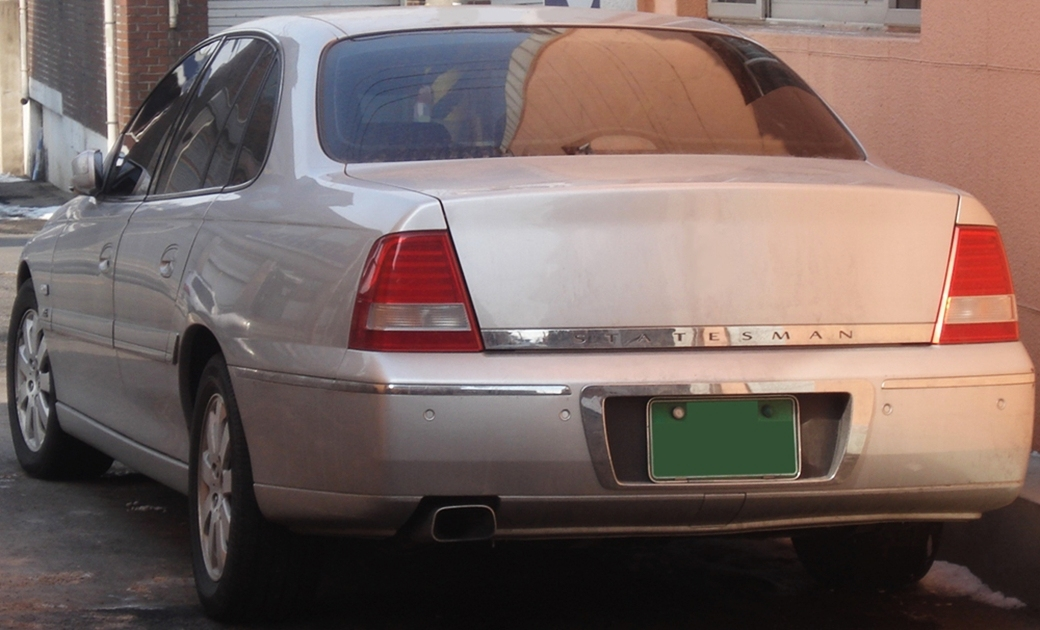
GM대우 스테이츠맨 후측면

2005년 5월 출시되었다. 오스트레일리아에서 생산된 홀덴 스테이츠맨(WL)을 수입하여 GM대우가 OEM 방식으로 반조립해 판매한 차종으로, 아카디아가 단종된 이후 대형차 자리를 채웠다. 엔진은 V6 2.8L 얼로이텍 엔진과 V6 3.6L 얼로이텍 엔진 등 2가지이며, 여기에 5단 자동변속기가 조합되었다. 하지만 현대 에쿠스와 쌍용 체어맨 등에 밀려 판매 부진으로 인하여 2006년 7월에 수입이 중단되었다. 이후 빈 자리를 채운 것은 홀덴 스테이츠맨(WM)을 도입하여 OEM 방식으로 2008년 9월에 판매된 베리타스이다. 

### 제원
- 전장(mm) : 5,195
- 전폭(mm) : 1,845
- 전고(mm) : 1,445
- 축거(mm) : 2,940
- 윤거(전, mm) : 1,560
- 윤거(후, mm) : 1,575
- 승차정원 : 5명
- 변속기 : 자동 5단
- 구동형식 : 후륜구동

| 구분               | V6 2.8        | V6 3.6        |
| ------------------ | ------------- | ------------- |
| 엔진 형식          | HTA           | H7E           |
| 연료               | 가솔린        | 가솔린        |
| 배기량(cc)         | 2,792         | 3,564         |
| 최고출력(ps/rpm)   | 210/6,500     | 258/6,500     |
| 최대토크(kg*m/rpm) | 27.0/3,000    | 34.7/3,200    |
| 연비(km/l)         | 8.8(자동 5단) | 8.6(자동 5단) |

## 역대 슬로건

### 1세대
- 앞서갈 준비가 되었습니까?